# Abbaye d'Argensolles
L’abbaye d'Argensolles ou d'Argensoles (dédiée à la Vierge Marie et aussi appelée abbaye Notre-Dame d'Argensolles) est une ancienne abbaye cistercienne de religieuses, de la filiation de Clairvaux, située sur l'actuelle commune de Moslins, dans la Marne.

## Histoire

### La fondation
Elle est fondée au XIIIe siècle par Blanche de Navarre, comtesse de Champagne sur un terrain de l'actuelle commune de Moslins, acheté vers 1220-1222.
Le premier document conservé à en faire mention est une charte de novembre 1229 établie par le comte Thibaut IV de Champagne, fils de Blanche de Navarre. Sa première abbesse est la bienheureuse Ide, morte vers 1250 et fêtée le 25 mars au martyrologe romain, venue de l'abbaye du Val Notre-Dame de Antheit avec un groupe de trente-cinq religieuses pour reprendre une "grange", bâtiments conventuels d'une terre ayant appartenu  de longue date à l'abbaye Saint-Pierre d'Hautvillers. 
La création se fit avec échange de terres et l'assentiment de Guillaume de Joinville, archevêque de Reims. Elle est reconnue lors du chapitre général de l'ordre de Cîteaux de 1223. Avec l'accord de l'évêque de Soissons Blanche achête des terres, bois, moulins au profit de l'abbaye où elle est inhumée à sa mort le 12 ou le 14 mars 1229. En 1284, l'abbaye d'Argensolles, qui pouvait admettre des clercs et des convers, avait droit de justice sur les bois communaux de Cuis et de Grauves.

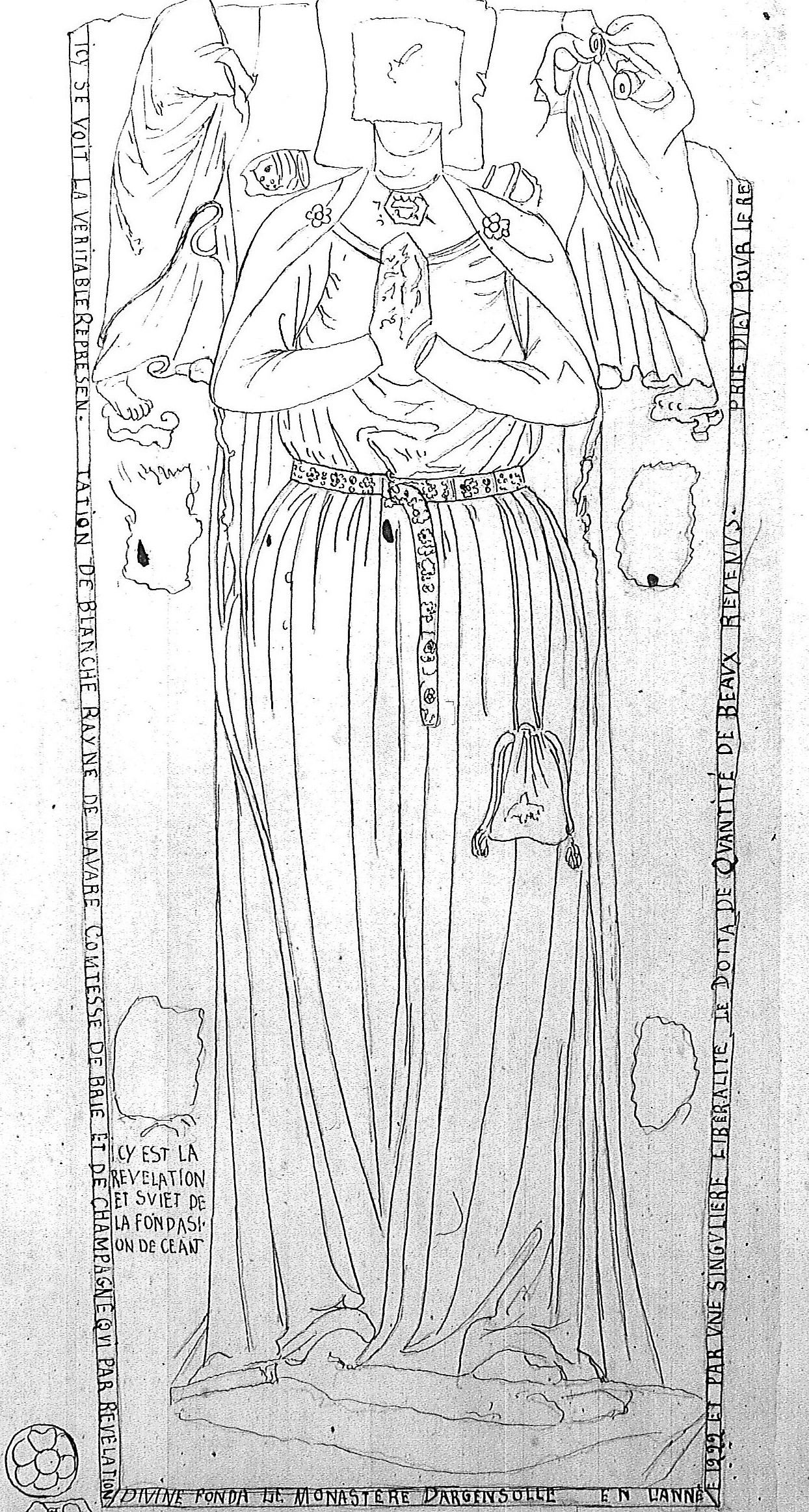
Le gisant de Blanche de Navarre.

### L'abandon
Marguerite de Chateauvillain fut la septième abbesse d'Argensolles, décédée le 13 mars 1351, sa pierre tombale fut déplacée à Épernay. L'abbaye eut à souffrir de la guerre de Cent Ans, tant par la diminution de ses revenus, les pillages et destruction du pays l'induisant. Mais aussi par le relâchement du respect de la règle, des moniales quittant la vie cloitrée. Abandonnée pendant une centaine d'années, elle n'accueille de nouveau des moniales qu'en 1465.

### La renaissance et laneuvième guerre d'Italie
L'abbesse Adrienne Roze entreprit de relever l'abbaye, elle reçut 120 livres tournois de Jean Milet, évêque de Soissons pour réparer l'église en 1490. Mais elle ne se redressait que lentement, en témoigne un appel de 1504 aux dons lors d'un chapitre général. Cet appel dut être entendu car en 1513 Argensolles pouvait aider l'abbaye d'Andecy qui avait subi les mêmes vicissitudes. Mais après le siège de Saint-Dizier (1544) l'abbesse Hélène Tiercelin de la Roche du Maine constate que son monastère a été entièrement pillé par les troupes espagnoles. Sa nièce, Denise, qui lui succède de 1560 à 1583, et elle furent les premières abbesses par commendataires.

### DuXVIIesiècleà sa disparition
Madeleine de Buade de Frontenac est abbesse en 1608, sa nièce Claude lui succède en 1632, jusqu'à 1681 et tente de faire déménager le monastère à Saint-Germain-en-Laye, ce qui ébranle la communauté pendant des années. La communauté compte treize religieuses en 1675 et l’abbesse fut Anne le Bel de Brenouille jusqu'en 1705. Blanchefort de Lédiguiers de Créquy, nommée par le roi ne fut abbesse que du 31 mai au 7 juin 1705 avant qu'une religieuse d'Argensolles, Renée-Antoinette d'Aligre ne soit nommée. Madeleine de la Brestesche fut nommée en 1707, elle lança la production et la vente de vin en l'abbaye. En 1734, Suzanne-Edmonde d'Izarne de Montjeu de Villefort fut nommé abbesse après que son abbaye de Saint-Pantaléon de Saint-Dizier eut été absorbée par l'abbaye Saint-Jacques de Vitry-en-Perthois ; elle ouvre la maison à des pensionnaires. Elle construit de nouveaux bâtiments, reçoit dix religieuses. Margueritte de Maurepas lui succède en 1736, puis en 1773 Marie-Thérèse de la Mock qui fut la dernière abbesse avant que le temporel ne fut vendu le 4 messidor An IV au citoyen Lochet Duchainet d'Épernay.

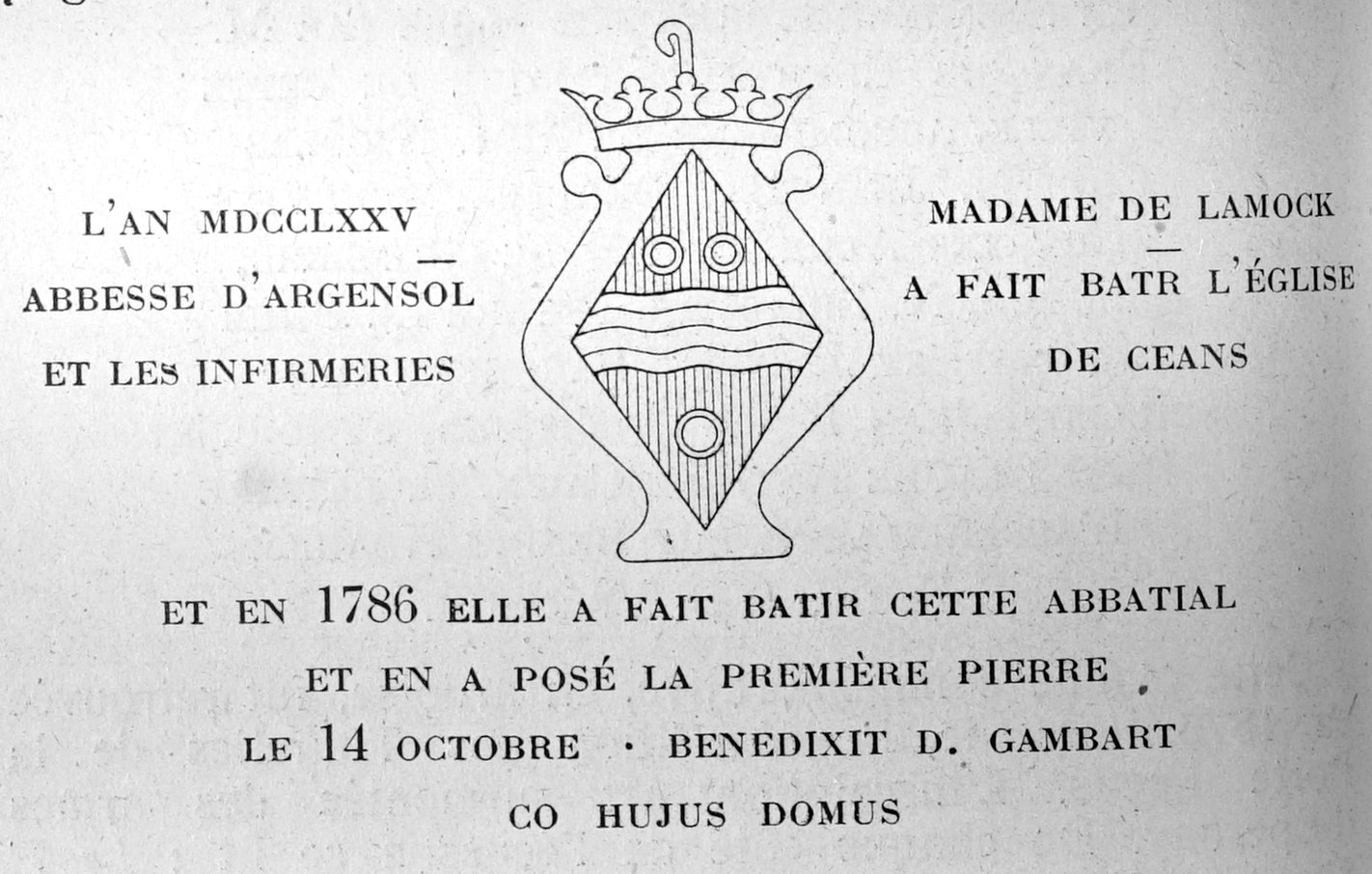
Madame de Lamock qui fit relever l'église en 1786.

## Filiation, dépendances et revenus
D'après le Dictionnaire géographique, historique et politique des Gaules et de la France d'Expilly, le revenu de l'abbaye est de 14 000 livres en 1763, et ne représente qu'un sixième de ce qu'il a été à son apogée ; selon le même auteur, Argensolles est la première maison de religieuses de la filiation de Clairvaux. Il n'en subsiste rien aujourd'hui.

## Abbesses
- La première abbesse est Ide de Boulogne
- Marguerite de Chateauvillain, probable fille de Simon II de Châteauvillain et de Marie de Dampierre, décédée le 13 mars 1351 est la 7° abbesse d'Argensolles,
- Adrienne Roze releve l'abbaye vers 1470 après un siècle d'abandon
- 1544-1560 Hélène Tiercelin de la Roche du Maine est la première abbesse commendataire
- 1560 à 1583 Denise Tiercelin de la Roche du Maine, nièce de la précédente
- 1608-1632 Madeleine de Buade de Frontenac
- 1632-1681 Claude de Buade de Frontenac, nièce de la précédente
- 1681-1705 Anne le Bel de Brenouille
- 1705 Blanchefort de Lédiguiers de Créquy reste supérieure quelques mois,
- 1705-1707 Renée-Antoinette d'Aligre
- 1707-1734 Madeleine de la Brestesche
- 1734-1736 Suzanne-Edmonde d'Izarne de Montjeu de Villefort
- 1736-1773 Margueritte de Maurepas
- 1773-1790 Marie-Thérèse de la Mock, dernière abbesse